# Clavatula christianae
Clavatula christianae is een slakkensoort uit de familie van de Clavatulidae. De wetenschappelijke naam van de soort is voor het eerst geldig gepubliceerd in 2011 door Nolf.